# Nandita Das
Nandita Das, född 7 november 1969 i Bombay, är en indisk skådespelare och filmregissör.

## Biografi
Nandita Das är dotter till konstnären Jatin Das och växte till stor del upp i New Delhi. Hon har en bachelorexamen i geografi från Miranda House och en masterexamen i socialt arbete från Delhi School of Social Work, två skolor som båda hör till University of Delhi.
Nandita Das har medverkat i över 30 filmer på tio olika språk. Bland regissörerna hon arbetat med finns Mrinal Sen, Adoor Gopalakrishnan, Shyam Benegal, Deepa Mehta och Mani Ratnam. Hon blev särskilt uppmärksammad för sin medverkan i Deepa Mehtas filmer Fire (1996) och Earth (1998).
År 2008 regidebuterade hon med långfilmen Firaaq. Filmen hade premiär på Toronto International Film Festival. Firaaq, som är en episodfilm, handlar om massakern i Gujarat 2002 där över tusen människor omkom i våldsamma upplopp mellan muslimer och hinduer.
Nandita Das har suttit i juryn för Filmfestivalen i Cannes två gånger: 2005 och 2013
Mellan 2002 och 2009 var hon gift med Saumya Sen. 2010 gifte hon om sig med Subodh Maskara och tillsammans har de en son.